# Garry Houston

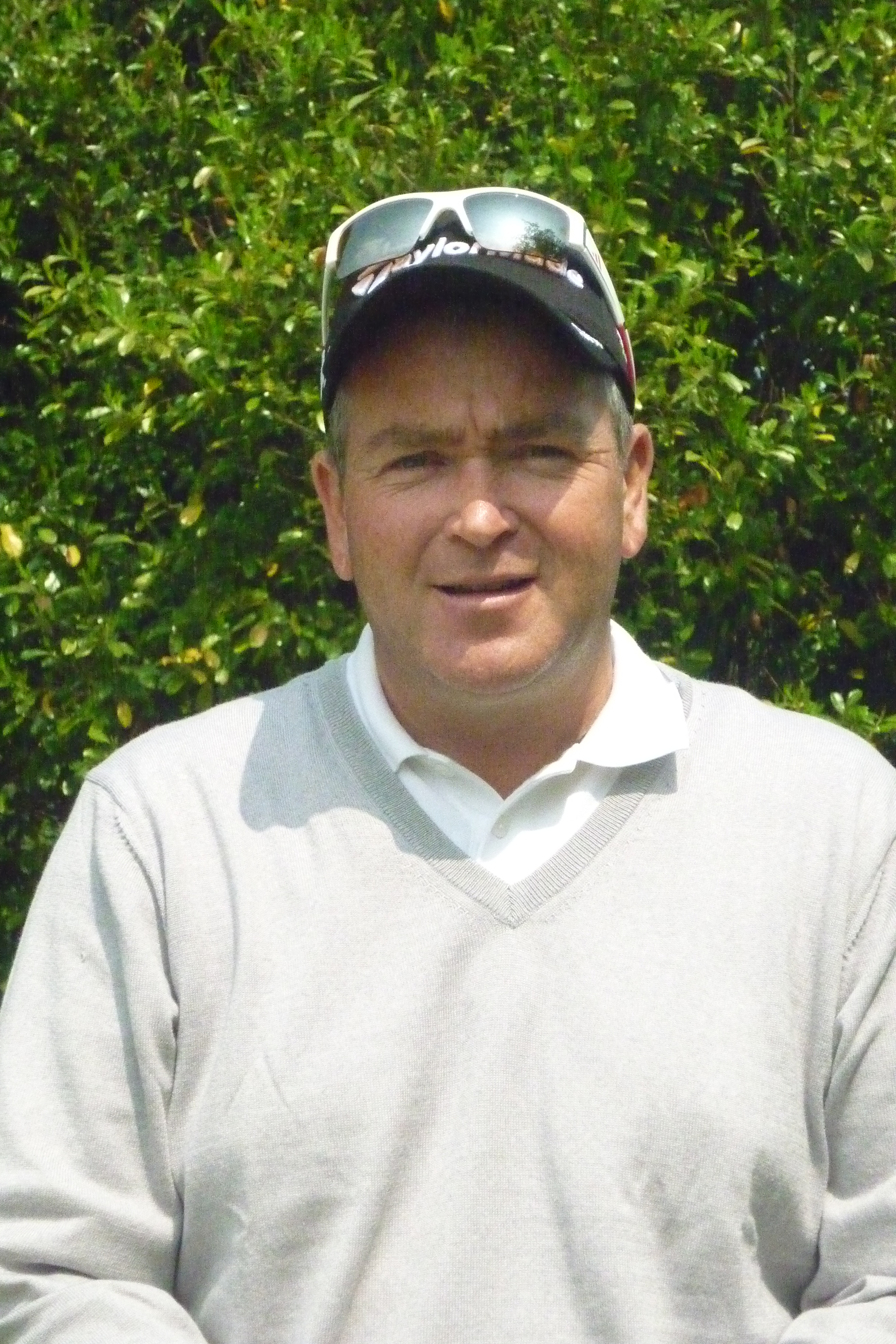
Telenet Trophy 2012

Garry Houston (St Asaph, 12 mei 1971) is een professioneel golfer uit Wrexham, Wales.

## Amateur
Garry Houston begon als caddie voor zijn vader op de Flint Golf Club. Als amateur won hij onder meer:
- 1990: Welsh Amateur Open Strokeplay
- 1995: Welsh Amateur Open Matchplay

## Professional
Garry Houston werd in 1995 professional. Hij ging ieder jaar naar de Tourschool en pas in 2000, bij de zesde poging, slaagde hij erin een tourkaart te bemachtigen. Eind 2001 verloor hij die weer zodat hij verder op de Europese Challenge Tour speelde. Hij won daar in juni 2004 na een 4-holes play-off tegen Gary Emerson de vierde editie van het Galeria Kaufhof Pokal Challenge op de Rittergut Birkhof Golf Club in Duitsland.
Van 2005-2008 speelde Houston op de Europese Tour. Hij werd in 2005 vierde op het European Masters in Crans. In 2006 speelde hij het KLM Open op de Kennemer en eindigde op de vijfde plaats met een score van -11. Simon Dyson won toen met -14 na een play-off tegen Richard Green. Sinds 2009 speelt hij weer op de Challenge Tour.

### Gewonnen

#### Challenge Tour
- 2004: Galeria Kaufhof Pokal Challenge